# Гамбаров, Мушфиг
Мушфиг Гамбаров (азерб. Müşfiq Qəmbərov; 22 апреля 1978) — азербайджанский футболист, защитник, тренер. Выступал за сборную Азербайджана.

## Биография
Дебютировал в высшем дивизионе Азербайджана в сезоне 1997/98 в составе столичного клуба «Бакы Фэхлэси»/«АНС Пивани», провёл в его составе два сезона, сыграв 30 матчей. Участник одного матча Кубка Интертото (1998). В 1999 году перешёл в «Динамо», позднее выступавшее под названием «Динамо-Бакылы». Весной 2002 года играл за «Кяпаз» (Гянджа), а в сезоне 2003/04 — за бакинский клуб «Адлийя». В 2004 году выступал во втором дивизионе Ирана за «Машин Сази», в январе 2005 года подписал контракт с клубом «Карабах» (Агдам), но не выходил на поле за его основной состав. Летом 2005 года перешёл в «Гёязань» (Газах), с этим клубом вылетел из высшего дивизиона и на следующий сезон играл в первой лиге. Затем играл за другие клубы, курсировавшие между первым и высшим дивизионами — «Мугань» (Сальян), «Бакылы», «Ряван» (Баку).
Всего в высшем дивизионе Азербайджана сыграл 112 матчей и забил один гол.
Провёл единственный матч за сборную Азербайджана — 28 ноября 1998 года в товарищеской игре против Эстонии (2:1) отыграл первые 75 минут.
В декабре 2012 года вошёл в тренерский штаб Рамиля Алиева в «Ряване». По состоянию на 2016 год тренировал клуб второго дивизиона МОИК, в ноябре 2016 года отправлен в отставку.